# Victor Micholet
Pour les articles homonymes, voir Micholet.
Victor Micholet est un homme politique français né le 21 juillet 1850 à Toulon et mort le 1er novembre 1920 dans sa ville natale.

## Biographie
Retraité de la marine, après 30 ans de service, Victor Micholet devient conseiller municipal, à Toulon, du 29 juillet 1897 au 20 mai 1900. Il occupa, ensuite, deux mandats non successifs en tant que maire de Toulon au cours de la Troisième République, tout d'abord du 20 mai 1900 au 8 mai 1904, puis du 19 mai 1912 au 10 décembre 1919. Il est décoré au titre de la Légion d'honneur, le 8 août 1913, avec le grade de Chevalier.
Une rue de la ville de Toulon porte aujourd'hui son nom.